# 崔溥

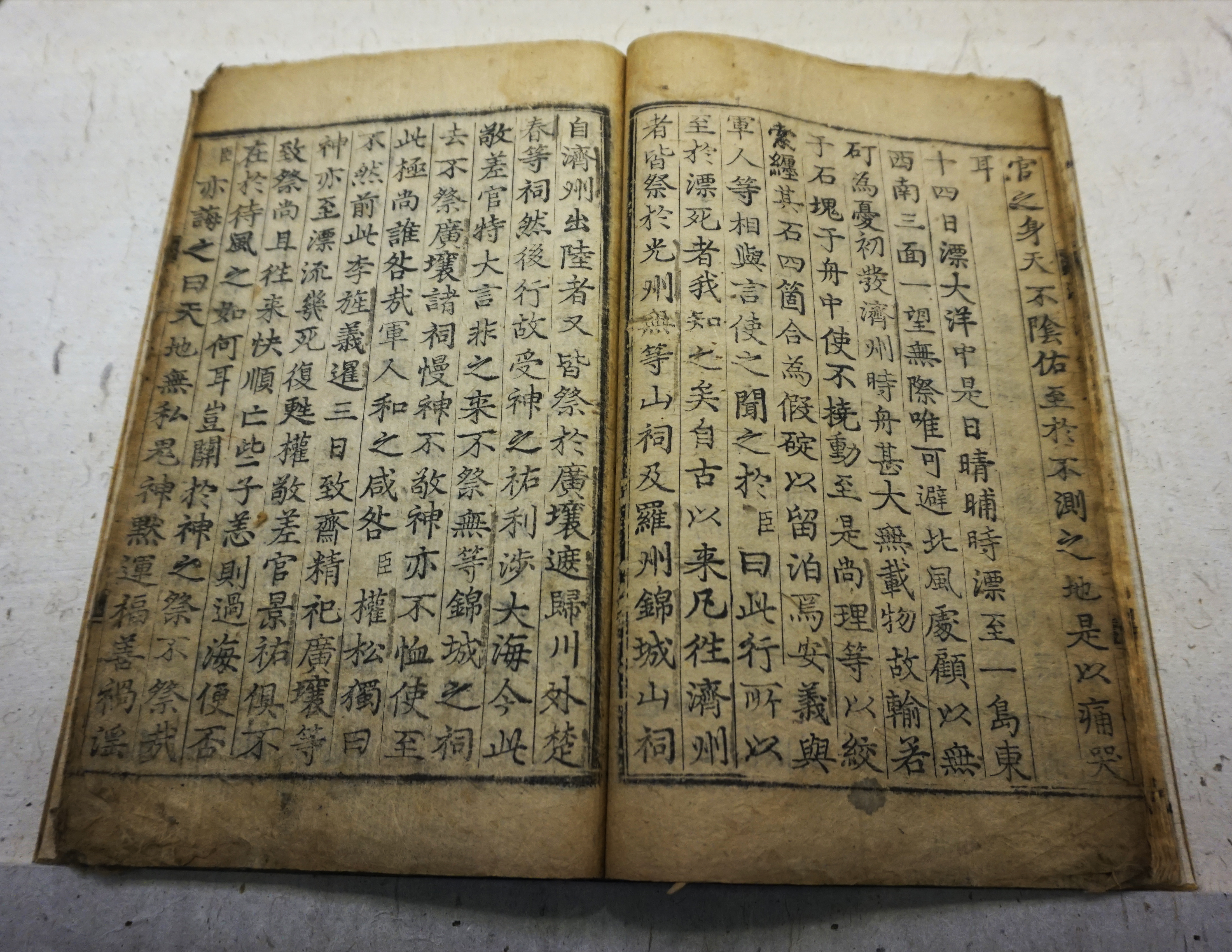
现存《漂海录》中最早的版本，高丽大学校图书馆藏。

崔溥（1454年—1504年），字渊渊，号锦南，全罗道罗州人，朝鲜王朝官员。崔溥24岁中进士第三名，29岁中文科乙科第一名，1487年任朝鲜弘文馆副校理。弘治元年閏正月初三（1488年2月15日），时任济州等三邑推刷敬差官的崔溥得知父亲病逝，于是渡海回家奔丧，途中遭遇海难，在海上漂流了14天，最后在中国“浙江台州府临海县界”（今浙江省台州市三门县沿赤乡牛头门）登陆获救。经当地官员审查，排除倭寇嫌疑后，由中国官员护送，自台州走陆路经宁波、绍兴至杭州，由杭州沿京杭大运河行水路至北京，再由北京走陆路至鸭绿江，返回朝鲜。崔溥也因此成为明代行经京杭大运河全程的第一个朝鲜人。
崔溥回国后用汉文以日记体记述了自己在中国的经历，名为《漂海录》。全书约5.4万余字，涉及中国明朝弘治初年政治、军事、经济、文化、交通以及市井风情等方面的情况，是研究中韩关系及中国明朝的重要历史文献。